# Виталик Бутерин
Вита̀ли Дмѝтриевич Бутѐрин (на английски: Vitaly Dmitrievich Buterin), известен като Виталик Бутерин, е канадски софтуерен инженер и бизнесмен.

## Биография
Роден е на 31 януари 1994 година в Коломна, Русия. Баща му е компютърен инженер, а майка му – икономист. Семейството емигрира в Торонто, Канада, през 2000 г.
От дете проявява интерес към начина, по който работят компютърите, а като ученик показва таланти в програмирането, математиката и икономиката. Включен е в група за надарени деца, а в последствие родителите му го записват в частно училище, което да насърчава потенциала му.
Известно време учи в Университета на Уотърлу, където работи с известния криптограф Иън Голдбърг и на 17 години става съосновател на списанието за криптовалути „Биткойн“.
През 2014 година напуска университета, за да се концентрира върху работата си по предложената от него нова блокчейн система.
Известно време пътува и се среща с водещи криптографи, за да обсъжда идеята си. Стартира кампания за колективно финансиране, която за две седмици набира 18 млн. долара. Така създава платформата Етериум, която започва да се използва през 2015 година и скоро придобива широка популярност, а свързаната с нея криптовалута „етер“ става втора по пазарна капитализация след биткойн.
През 2021 г., само на 27 години, Бутерин става най-младият криптомилиардер в света със състояние от 1,4 милиарда долара.

### Личен живот
Бутерин дарява значителни средства за научни изследвания за борба срещу различни тежки заболявания, както и за удължаване на човешкия живот.